# Majda Stanovnik
Majda Stanovnik (por. Blinc), slovenska prevajalka in literarna zgodovinarka, * 4. marec 1934, Ljubljana.

## Življenje
Prvi razred osnovne šole (1940/41) je obiskovala na Jesenicah,nato se je šolala v Ljubljani. Tam je leta 1952 končala klasično gimnazijo. Vpisala se je na Filozofsko fakulteto v Ljubljani, kjer je študirala primerjalno književnost in literarno teorijo in leta 1961 diplomirala na oddelku za primerjalno knjiženost in literarno teorijo. Od leta 1956 je bila prevajalka in publicistka v svobodnem poklicu, med letoma 1973 in 1994 pa je delala kot raziskovalka na Inštitutu za slovensko literaturo in literarne vede ZRC SAZU, v letih 1983–92 tudi kot pomočnica direktorja ZRC SAZU. Upokojila se je leta 1994. Poleg raziskovalnega dela je nekaj let predavala tudi na oddelku za primerjalno književnost na Filozofski fakulteti v Ljubljani. Od 2005 je častna članica Društva slovenskih književnih prevajalcev, kjer je uredila pet zbornikov. 20 let je bila tudi članica uredništva Primerjalne književnosti.
Poročena je bila s fizikom in akademikom Robertom Blincem.

## Delo
Raziskovala je novejšo angleško in ameriško književnost ter prevajala dela angleških in ameriških pripovednikov 19. in 20. stoletja. Posegala je tudi v mladinsko književnost. Objavila je monografsko razpravo Angloameriške smeri v 20. stoletju in već študij o angleških in ameriških piscih 18.–20. stoletja. V strokovnem tisku objavlja razprave o teoriji prevoda in njegovi vlogi v slovenski literarno-kulturni zgodovini. 
Napisala je priredbo mladinske radijske igre Okrog hiše na Pujevem oglu in zanjo leta 1960 prejela 1. nagrado Jugoslovanske radiodifuzije. Leta 1962 je prejela Prešernovo nagrado za študente Univerze v Ljubljani za temo Oscar Wilde v slovenskem tisku.

## Izbrana bibliografija
Monografije
- Objave iz programov ZRC SAZU|ZRC SAZU  (avtor dodatnega besedila). Ljubljana: ZRC SAZU, 1992. (COBISS)
- Veliki Gatsby. Ljubljana: Cankarjeva založba, 1970. (COBISS)
- Slovenska književnost III. Ljubljana: DZS, 2001. (COBISS)
- Angloameriške smeri v 20. stoletju. Ljubljana: DZS, 1980. (COBISS)
- Oscar Wilde v slovenskem tisku do leta 1914. Ljubljana: Slovenska akademija znanosti in umetnosti, 1970. (COBISS)

Uredniško delo
- Naravna in kulturna dediščina slovenskega naroda: raziskovalni program Slovenske akademije znanosti in umetnosti in Znanstvenoraziskovalnega centra SAZU. Ljubljana: SAZU, ZRC SAZU, 1988. (COBISS)

Prevodi
- LeGrand Cannon: V objemu gora. Ljubljana: Slovenski knjižni zavod, 1955. (COBISS)
- Jane Austen: Prevzetnost in pristranost. Ljubljana: Cankarjeva založba, 2008. (COBISS)

## Nagrade
Leta 1986 je s soavtorji prejela Nagrado Sklada Borisa Kidriča za Literarni leksikon .